# Sackrathaus

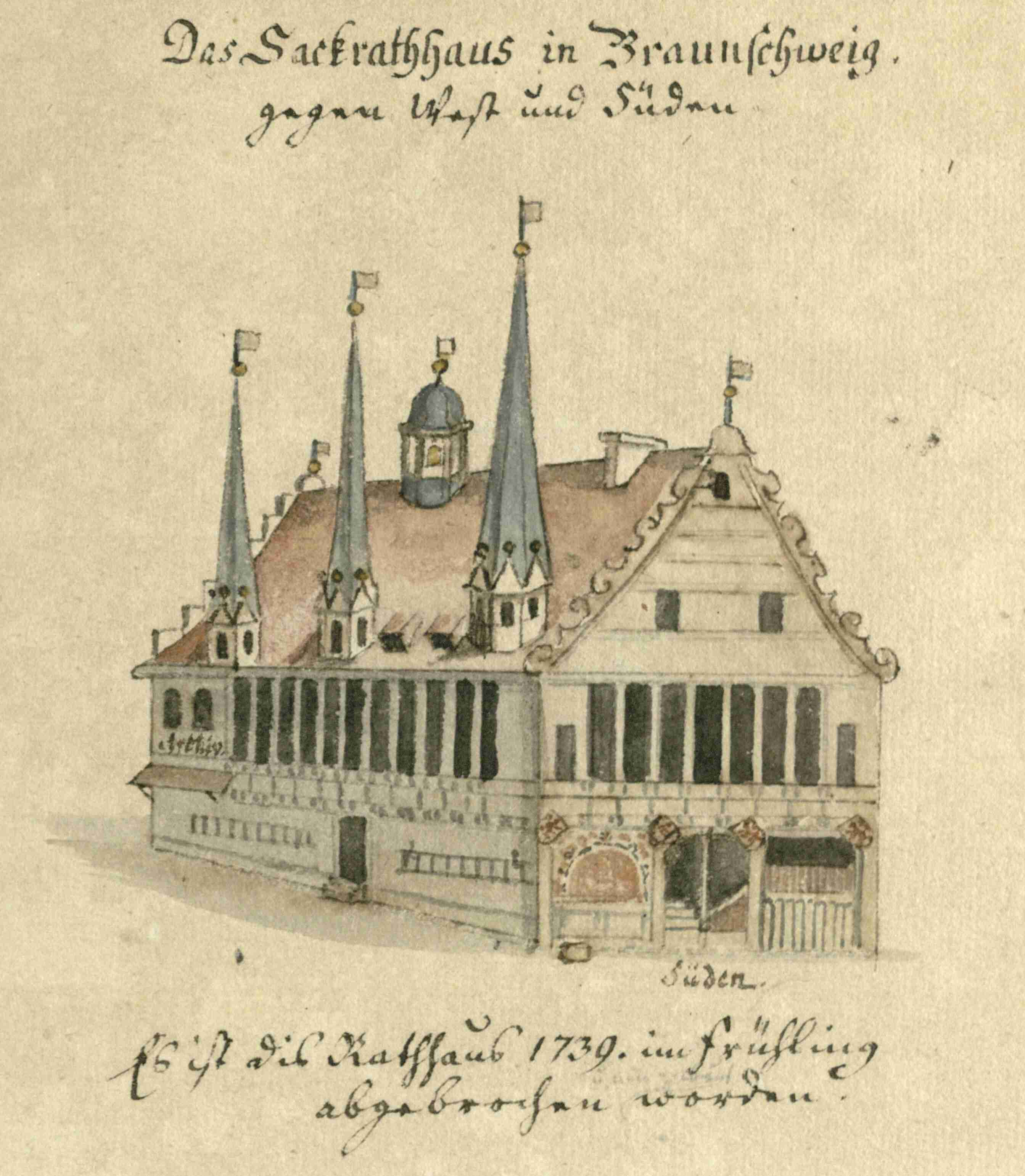
Das Sackrathaus vor 1736 (Aquarell)

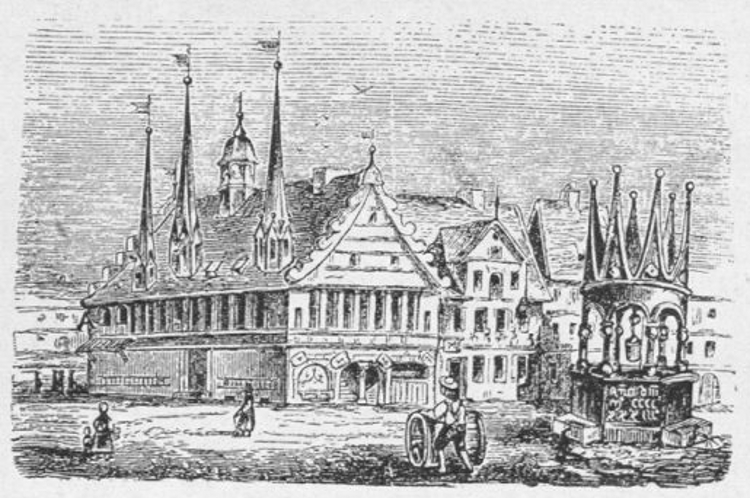
Das Sackrathaus mit Brunnen

Das Sackrathaus war das Rathaus des Braunschweiger Weichbildes Sack. Es befand sich an der Ecke der Straßen Sack und Vor der Burg. Das Rathaus bestand vom 14. Jahrhundert bis zu seinem Abriss im Jahr 1739.

## Beschreibung
Das Sackrathaus besaß vier Türme mit Wetterfahnen und hatte zwei verschieden gestaltete Giebel, ebenfalls mit Wetterfahnen. An der Südfassade befanden sich vier Wappen als Schmuck. Das Obergeschoss war durchzogen von einer Reihe mit mehreren Fenstern.
Beim Rathaus befand sich ein achteckiger Brunnen, der 1433 einen gotischen Steinüberbau erhielt. An der ungefähren Stelle des historischen Brunnens befindet sich heute der Ringerbrunnen.
Im Obergeschoss befand sich ein beheizbarer Raum mit einer kleinen Kammer, in der das Ratssilber in einer verschließbaren Kiste aufbewahrt wurde. Den Schlüssel dieser Kiste verwahrte der Kämmerer des Sacks. An der nordwestlichen Ecke befand sich die Archivkammer.
Die Bürger selbst werden das Sackrathaus nur selten betreten haben, sie nutzten es für Hochzeits- und Fastnachtsfeiern und zu Rechtsgeschäften oder zum Zechen im Ratskeller.

## Geschichte
Das Sackrathaus wurde erstmals für das Jahr 1350 nachgewiesen und wurde als Pretorium erwähnt. 1400 erfolgte ein Umbau des Gebäudes. 1671, nach dem Ende der Selbständigkeit der Stadt Braunschweig, vereinigte sich der Sack mit den anderen Weichbilden. Im Frühling 1739 erfolgte der Abriss des Sackrathauses. Vor dem Abriss fertigte Anton August Beck Zeichnungen des Rathauses an, wodurch das Erscheinungsbild des Bauwerks für die Nachwelt erhalten blieb.
An seiner Stelle wurde der barocke Sackkeller errichtet. Der Bau wurde 1757 durch Bauverwalter Albrecht Heinrich Carl Conradi fertiggestellt. Der Sackkeller bestand bis ins 20. Jahrhundert und wurde bei den Bombenangriffen auf Braunschweig im Zweiten Weltkrieg zerstört und seine Reste wurden schließlich abgerissen. An seiner Stelle entstand ein moderner Geschäftsneubau.